# Incrociatore protetto

Sezione dello scafo di un incrociatore protetto: la corazzatura è evidenziata in rosso, mentre le zone grigie indicano i depositi di carbone

L'incrociatore protetto fu un tipo di incrociatore usato alla fine del XIX secolo; il nome è dovuto all'ammontare minimo di corazzatura utilizzata in confronto agli incrociatori corazzati esistenti, nel senso che, mentre gli incrociatori corazzati erano completamente schermati da un'armatura, quelli protetti erano dotati di una corazzatura solo nei punti considerati vitali come i locali macchine e le scudature dei cannoni.
Il dislocamento degli incrociatori protetti era di circa 2.500 - 7.000 ton. L'armamento principale poteva tipicamente essere fino ad una dozzina di singoli cannoni dai 3,9 ai 6 pollici (100 – 152 mm). La velocità era di solito pari a circa 18 - 23 nodi (da 33 a 43 km/h). La corazzatura tendeva a variare da 2 a 3 pollici (da 5 a 7,5 cm) in spessore.
Gli incrociatori protetti comparvero verso il 1880, ma verso il 1910, quando le placche corazzate cominciarono a migliorare di qualità e i motori divennero più leggeri, furono sostituiti dagli incrociatori leggeri e pesanti.

## Storia

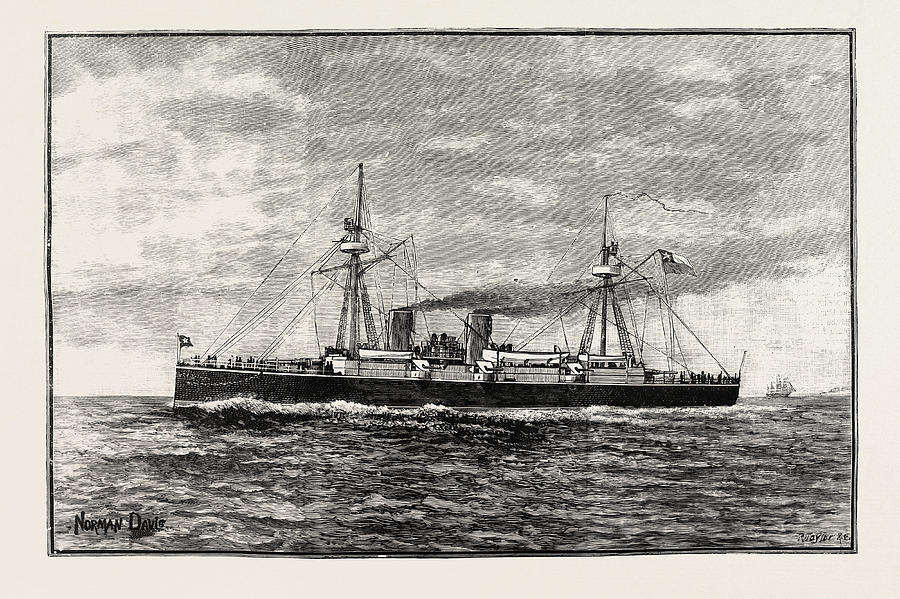
Lo Esmeralda in una stampa dell'epoca

A partire dai tardi anni 1850, le marine militari iniziarono a rimpiazzare le loro flotte di vecchie navi di linea in legno con più moderne navi corazzate; ad ogni modo, le fregate e gli sloop, cui erano affidate missioni come la ricognizione, l'attacco al traffico commerciale e la scorta dei convogli mercantili, rimasero unità prive di protezioni corazzate: per diversi decenni si dimostrò difficile progettare una nave che fosse al contempo dotata di un adeguato ammontare di corazzatura difensiva e dell'alta velocità e dell'ampio raggio richiesti ad un incrociatore. Il primo tentativo di ottenere un'unità con queste caratteristiche, l'incrociatore corazzato britannico HMS Shannon del 1875, si dimostrò fallimentare in quanto risultò troppo lento.
Durante gli anni 1870, l'aumento della capacità di perforazione dei cannoni navali rese ancora più difficile la progettazione delle corazzature, visto che erano richieste piastre corazzate ancora più spesse e pesanti; per quanto si progettasse un'armatura soddisfacente per la protezione della nave, era probabile che la successiva generazione di cannoni sarebbe stata in grado di perforarla. L'alternativa fu di lasciare le fiancate della nave senza protezione, prevedendo solo un ponte corazzato appena sotto la linea di galleggiamento: poiché questo ponte poteva essere colpito solo obliquamente dai proiettili, poteva essere meno spesso e pesante di una cintura corazzata posta a protezione delle fiancate, la quale doveva sostenere l'impatto di proiettili con traiettoria perpendicolare ad essa. La nave poteva quindi essere progettata in modo che le macchine, le caldaie e i depositi di carburante e munizioni si trovassero sotto il ponte corazzato, e che vi fosse sufficiente dislocamento perché la nave rimanesse stabile e a galla anche nel caso fosse stata danneggiata dai colpi nemici. Incrociatori protetti da un ponte corazzato e senza fiancate blindate divennero quindi noti come "incrociatori protetti", ed eclissarono in popolarità gli incrociatori completamente corazzati tra gli anni 1880 e gli anni 1890

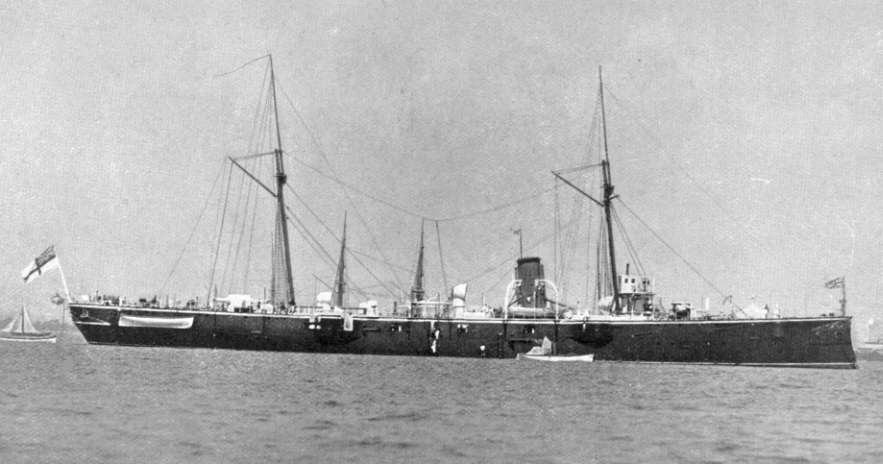
Il britannico HMS Mersey

Il britannico Shannon fu la prima nave a disporre di un ponte corazzato, esteso dalla parte anteriore della cittadella corazzata fino a poppa, anche se la nave faceva più affidamento sulla sua cittadella corazzata verticale per la protezione. Alla fine degli anni 1870 divenne frequente trovare navi da guerra dotate di un ponte corazzato esteso per tutta la lunghezza dello scafo ma senza protezione laterale per le fiancate: la classe Italia di navi da battaglia aveva questa configurazione, risultando tra le più veloci navi da battaglia della loro epoca; i britannici impiegarono un ponte corazzato lungo tutto lo scafo nelle loro corvette classe Comus del 1878, le quali tuttavia, designate per compiti di servizio nelle colonie, erano capaci solo di una velocità di 13 nodi e non risultavano quindi sufficientemente veloci per le missioni di protezione del traffico commerciale o della flotta da battaglia. La svolta nella progettazione degli incrociatori protetti avvenne con il cileno Esmeralda, progettato e realizzato dalla ditta britannica Armstrong Whitworth tra il 1881 e il 1884: l'incrociatore era capace di una elevata velocità di 18 nodi (erogata interamente a vela) e dotato di un armamento ammontate a due cannoni da 254 mm e sei cannoni da 152 mm, mentre il suo sistema di protezione, ispirato a quello delle navi da battaglia classe Italia, includeva un ponte corazzato esteso per tutta la lunghezza dello scafo e un cassone pieno di sughero lungo i suoi lati, L'Esmeralda tracciò la progettazione degli incrociatori per gli anni a venire, con unità di simile configurazione realizzate dalla Armstrong per Italia, Cina, Giappone, Argentina, Austria-Ungheria e Stati Uniti d'America.

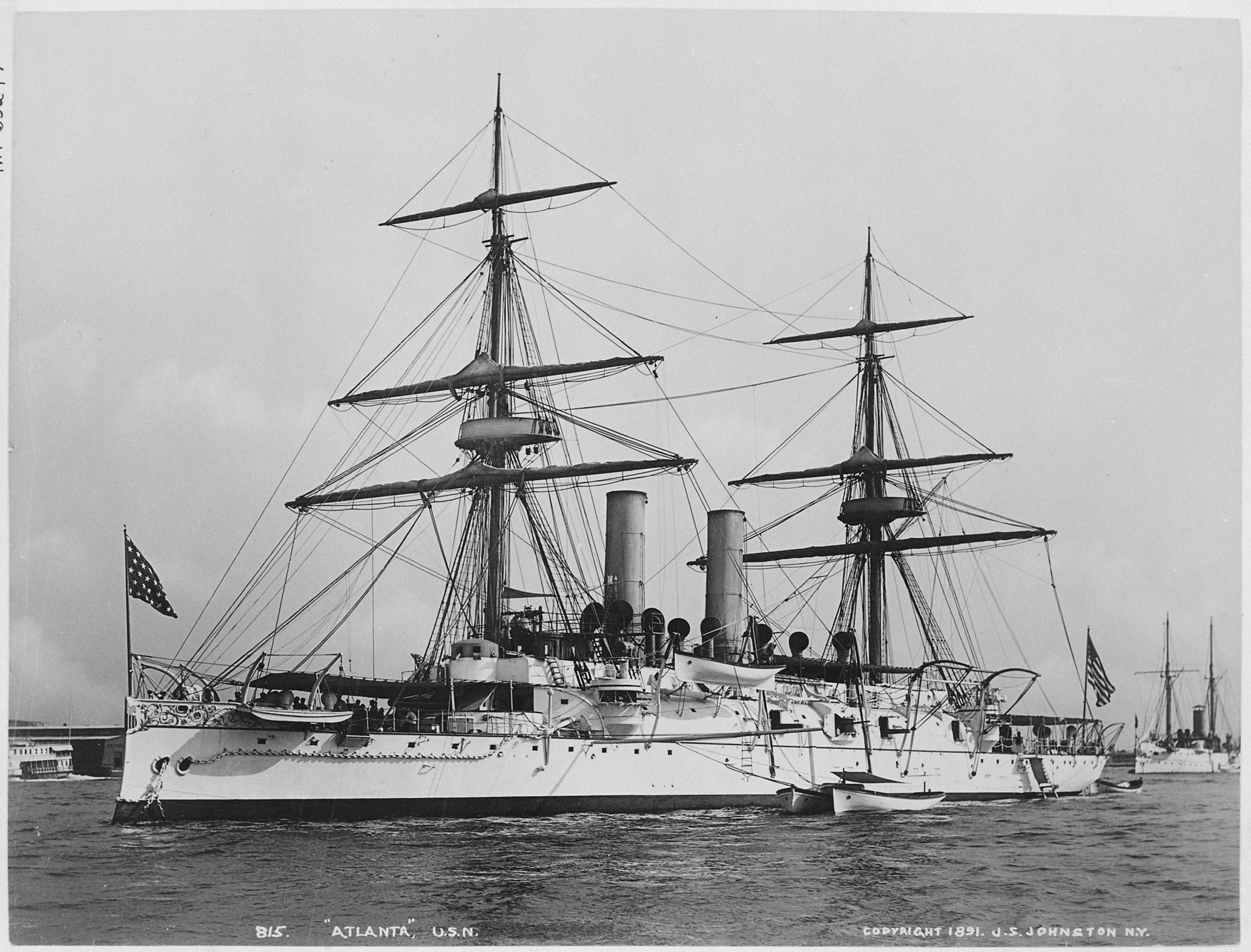
Lo USS Atlanta nel 1891

La britannica Royal Navy mantenne fino al 1887 posizioni contraddittorie sullo schema di protezione da adottare. I grossi incrociatori classe Imperieuse, costruiti tra il 1881 e il 1886, furono realizzati come incrociatori corazzati anche se spesso sono indicati come incrociatori protetti: benché dotati di una cintura corazzata verticale spessa 250 mm, essa correva per solo 42 dei 96 metri di lunghezza dello scafo e risultava inoltre completamente sommersa dall'acqua con la nave a pieno carico; la vera protezione degli Imperieuse era data da un ponte corazzato spesso 102 mm e da una sistemazione dei depositi di combustibile per prevenire gli allagamenti. Gli Imperieuse furono inoltre gli ultimi incrociatori corazzati progettati per essere propulsi a vela: gli studi chiarirono che gli alberi e le vele erano più un intralcio che un vantaggio e pertanto furono rimossi e sostituiti con un solo albero militare armato di mitragliatrici. La successiva classe di incrociatori britannici, la classe Mersey, era composta propriamente di incrociatori protetti, ma la Royal Navy ritornò agli incrociatori corazzati con la classe Orlando realizzata tra il 1885 e il 1889; ad ogni modo, uno studio del 1887 giudicò gli Orlando inferiori come prestazioni ai precedenti incrociatori classe Mersey, e di conseguenza la Royal Navy si mise a produrre solo incrociatori protetti, tornando alla categoria degli incrociatori corazzati solo nei tardi anni 1890 con le unità classe Cressy.

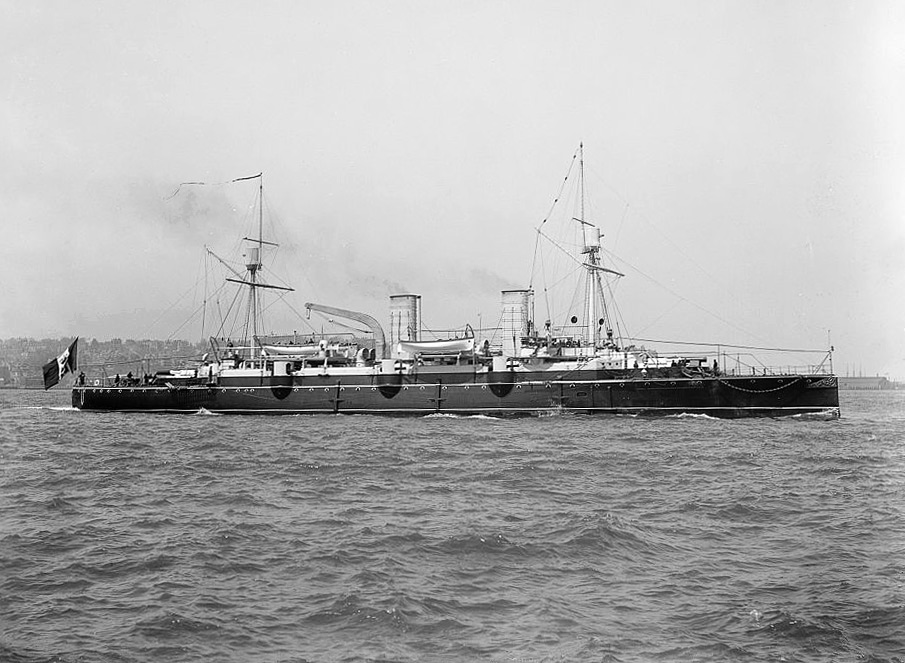
L'italiano Giovanni Bausan

La Marine nationale francese adottò con entusiasmo la categoria degli incrociatori protetti nel corso degli anni 1880. La corrente di pensiero della "Jeune École", particolarmente influente in Francia, proponeva di ristrutturare l'intera marina su una flotta composta di veloci incrociatori per gli attacchi al traffico commerciale e di torpediniere per la difesa costiera; il primo incrociatore protetto francese fu lo Sfax, impostato nel 1882, cui fecero seguito altre sei classi di incrociatori protetti a fronte di nessuna realizzazione di incrociatori corazzati. La sola grande potenza che mantenne una preferenza per gli incrociatori corazzati durante gli anni 1880 fu l'Impero russo: la Voenno-morskoj flot impostò nel corso di quel decennio quattro incrociatori corazzati a fronte di un unico incrociatore protetto, tutte grosse unità propulse a vele. Il primo incrociatore protetto della United States Navy fu lo USS Atlanta, varato nell'ottobre del 1884, presto seguito dallo USS Boston in dicembre e dallo USS Chicago un anno più tardi;  una serie numerata di incrociatori iniziò con il Newark impostato nel giugno 1888, anche se il Charleston venne varato per primo nel luglio 1888, e terminò con un secondo Charleston varato nel 1904. La Regia Marina italiana completò venti incrociatori protetti negli anni 1880 e 1890, a partire dal Giovanni Bausan varato nel dicembre 1883 cui fecero seguito le unità delle classi Etna e Goito. La Kaiserliche Marine tedesca realizzò una serie di incrociatori protetti tra gli anni 1880 e 1890, a iniziare dalle due unità della classe Irene del 1886-1889 a cui fecero seguito altre sei unità in due classi distinte: la singola Kaiserin Augusta e le cinque classe Victoria Louise; la realizzazione di ulteriori unità fu però sospesa dopo il ritorno in auge degli incrociatori corazzati all'inizio del XX secolo. Tutte le unità tedesche tendevano a incorporare elementi di progettazione provenienti dai loro contemporanei stranieri, anche se i Victoria Louise assomigliavano più alle navi da battaglia tedesche del periodo, armate con cannoni principali di calibro leggero e un gran numero di pezzi secondari.
Intorno al 1910 l'avanzamento delle tecniche siderurgiche consentì la realizzazione di piastre corazzate di maggior qualità, mentre divenne più diffusa la propulsione basata su motori a turbina a vapore, più leggeri e potenti delle precedenti motrici alternative; la diffusione dell'alimentazione a olio combustibile invece che a carbone rese inutili i depositi laterali privando le navi della protezione passiva che essi davano. Di conseguenza, la tipologia degli incrociatori protetti, più lenti e corazzati delle nuove navi, divenne obsoleta a fronte dei nuovi tipi di incrociatori corazzati progettati nel periodo, venendo sostituiti nei loro compiti da "incrociatori corazzati leggeri" dotati tanto di una cintura blindata lungo le fiancate quanto di più ponti corazzati, modello di nave poi evoluto nella classe degli incrociatori pesanti.

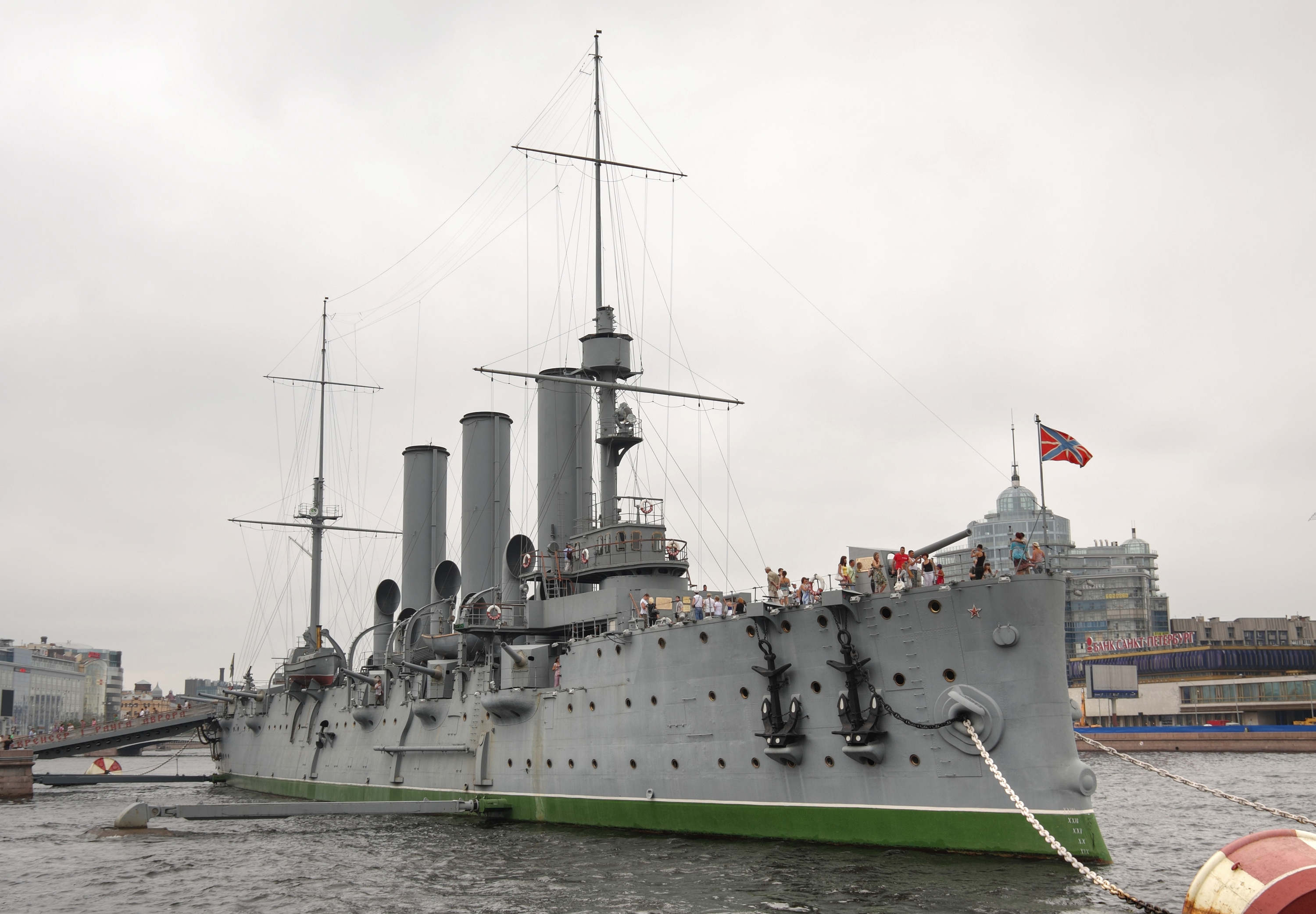
Veduta odierna dell'incrociatore Aurora presevato come nave museo a San Pietroburgo

## Esemplari ancora esistenti
Alcuni incrociatori protetti sono stati preservati come navi museo in alcuni musei navali:
- Aurora - San Pietroburgo
- USS Olympia - Filadelfia
- Parte del Puglia - Vittoriale degli italiani